# List auf Sylt

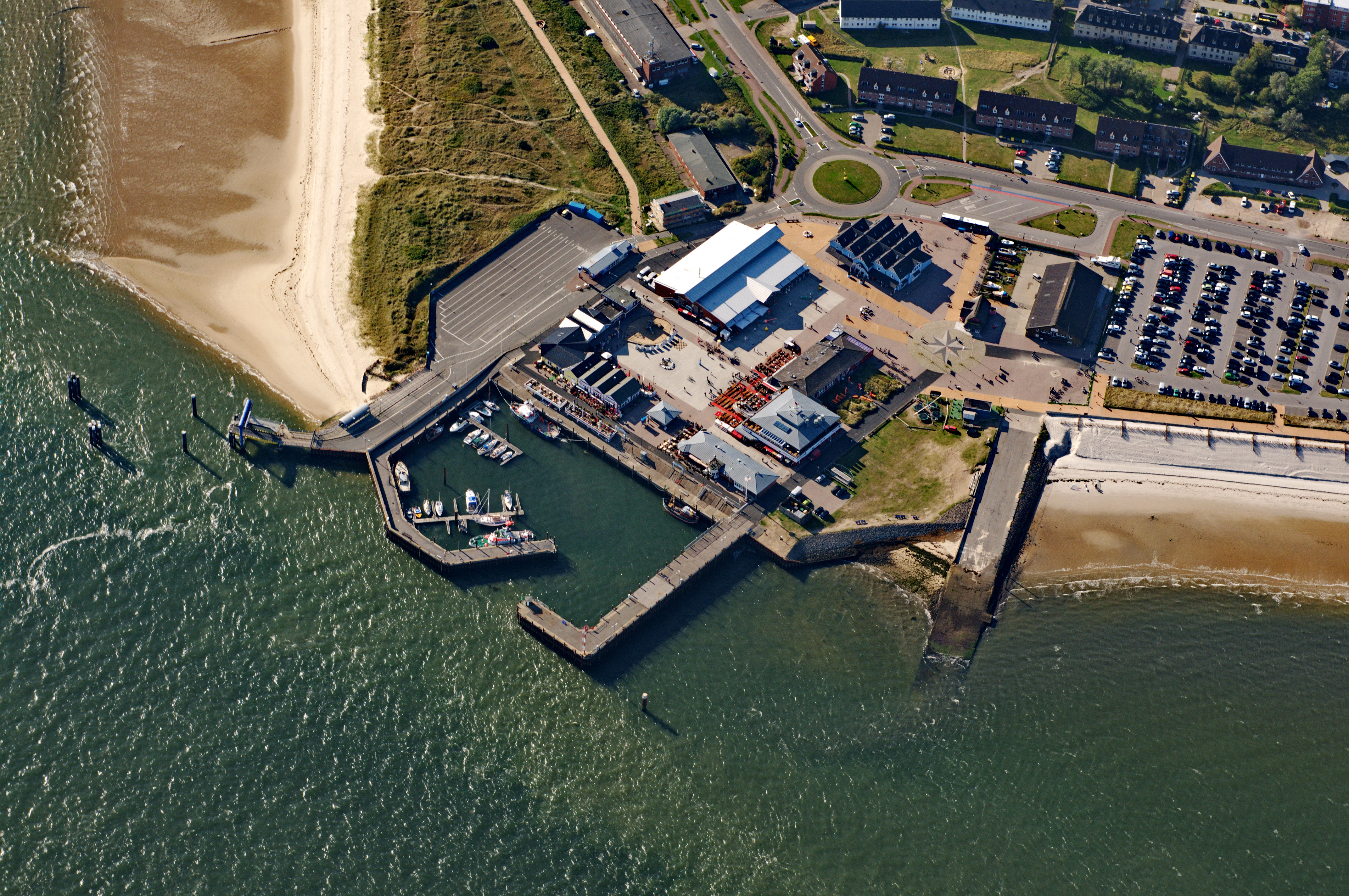
List auf Sylt

List auf Sylt (do 31 grudnia 2008 List) – niemiecka gmina uzdrowiskowa w kraju związkowym Szlezwik-Holsztyn, w powiecie Nordfriesland, wchodzi w skład związku Gmin Landschaft Sylt. Leży na wyspie Sylt. Najbardziej na północ położona gmina Niemiec.

## Współpraca
Miejscowość partnerska:
- Selfkant, Nadrenia Północna-Westfalia